# Justvik
Justvik (eller Gjusvik) är en kyrkby och tidigare tätort i Kristiansands kommun i Agder fylke i södra Norge. Orten ligger vid fylkesväg 452, nordöst om staden Kristiansand. Här finns Justviks kyrka.
Sedan 2013 räknas bebyggelsen i orten som en del av tätorten Kristiansand.